# К'Аппель
К'Аппель (англ. Qu'Appelle River)  — річка в Канаді, на півдні Саскачевану. Тече на схід через озера та індіанські резервації, впадає в річку Ассінібойн в провінції Манітоба.
Назва походить від індіанського «Ка-теп-вас» («Річка, яка кличе»). Басейн річки раніше був районом промислу хутра. На даний момент — сільськогосподарський регіон.